# Beat Ludwig May

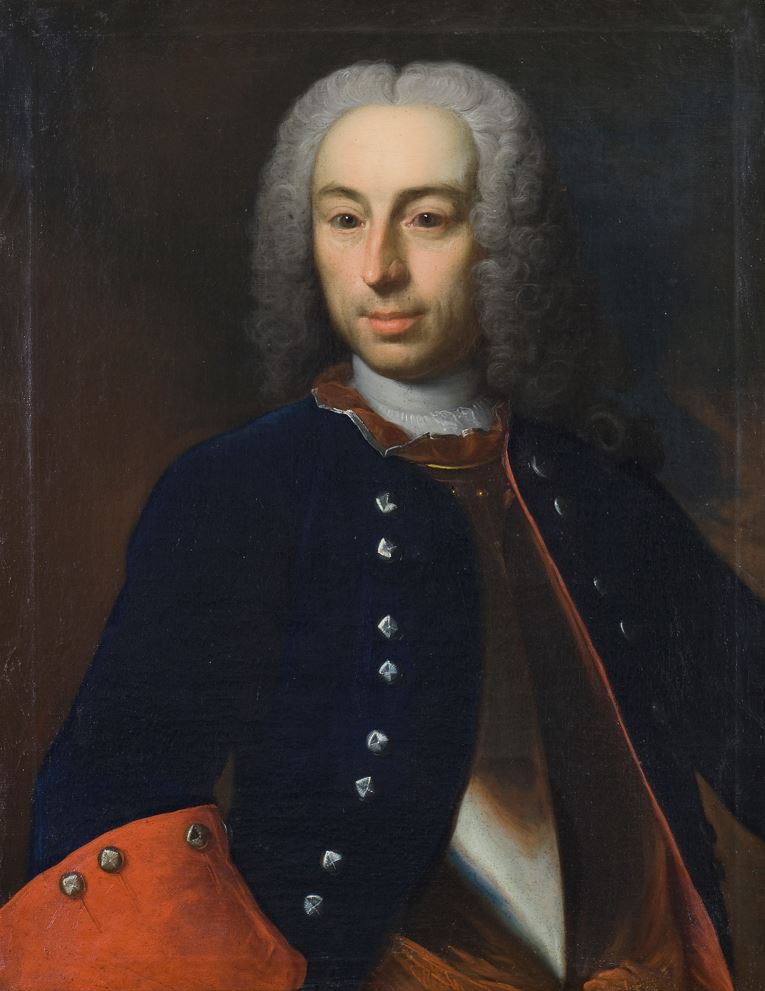
Beat Ludwig May, Porträt von Johann Rudolf Dälliker (1742)

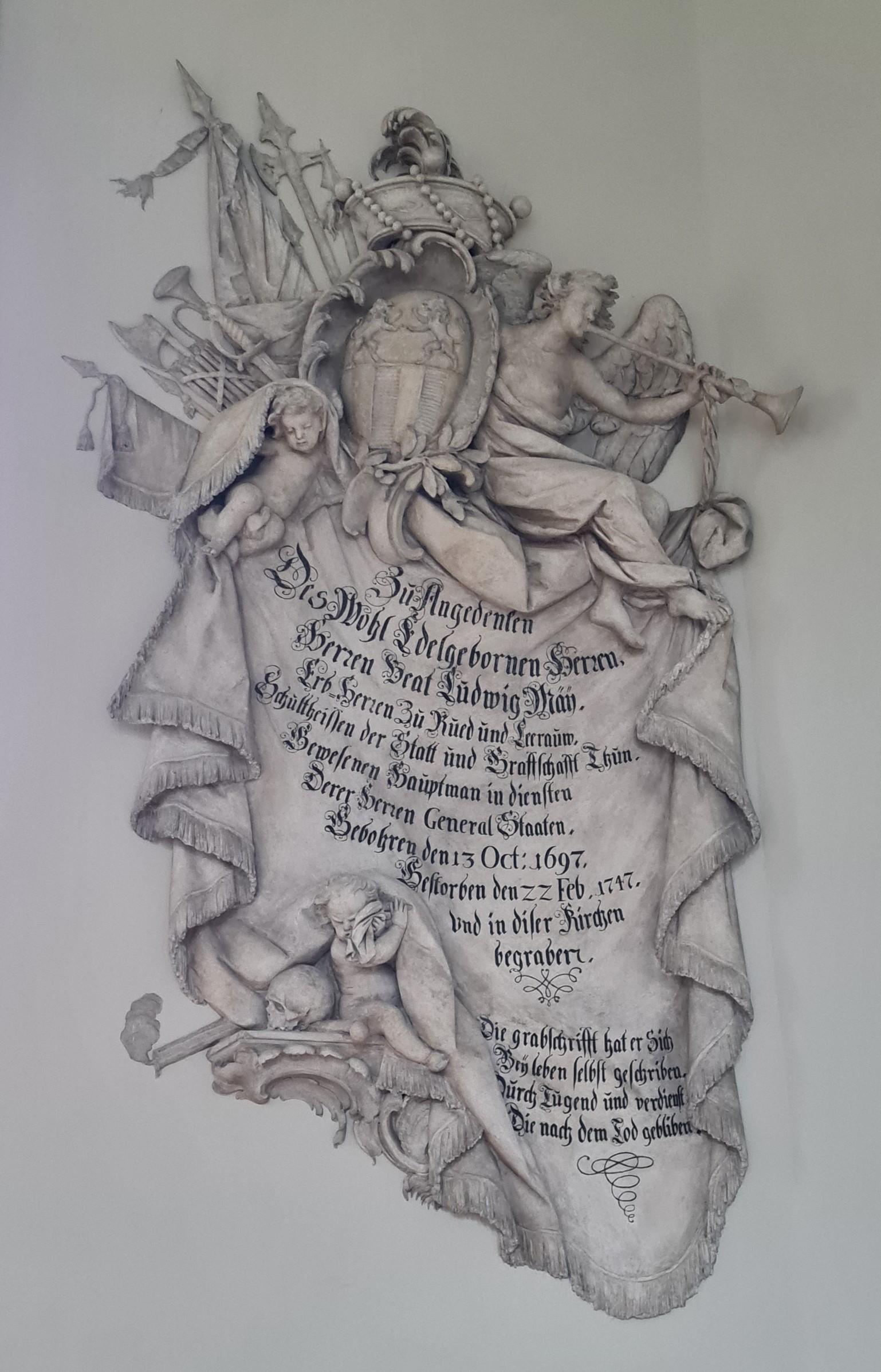
Stadtkirche Thun, Johann August Nahl, Epitaph für Beat Ludwig May

Beat Ludwig May (* 13. Oktober 1697 in Bern; † 22. Februar 1747 in Thun) war ein Schweizer Offizier und Politiker.

## Leben
Beat Ludwig May kam als Sohn des Bartlome May und der Elisabeth von Wattenwyl. Im Jahr 1727 wurde er Mitglied des Grossen Rats der Stadt Bern, 1731 heiratete er Maria Anna Ursula Stürler, Tochter des Architekten Daniel Stürler und der Katharina von Wattenwyl. Er trat 1732 als Hauptmann in den Dienst der Vereinigten Niederlande. May war Mitherr zu Rued und Leerau. 1746 bestimmte ihn das Los zum Schultheissen von Thun.
Nachdem Beat Ludwig May 1747 in Thun verstorben war, bat seine Witwe den Thuner Rat, den im Amt verstorbenen Schultheissen in der Stadtkirche Thun beisetzen zu dürfen. Der aus Berlin stammende, in Zollikofen niedergelassene Bildhauer Johann August Nahl schuf im Sommer 1748 für Beat Ludwig May ein Epitaph in Stuckmarmor für die Stadtkirche. Es ist quellenmässig nicht belegt, aber anzunehmen, dass der Architekt Albrecht Stürler, Bruder der Witwe, für den Kontakt zu Nahl verantwortlich war. Nahl und Stürler arbeiteten gemeinsam für Albrecht Friedrich von Erlach. Zu dem Epitaph existierte eine Entwurfszeichnung, die mittlerweile verschollen ist. Der Verstorbene verfasste die Grabinschrift laut derselben selber.